# Mitch Lucker
Mitchell "Mitch" Adam Lucker, född 20 oktober 1984 i Riverside, Kalifornien, död 1 november 2012 i Huntington Beach, Kalifornien, var en amerikansk musiker och sångare. Lucker var från 2002 och fram till sin död sångare i deathcorebandet Suicide Silence. Han avled 2012 av skadorna efter en motorcykelolycka.
Suicide Silences första fullängdsalbum, The Cleansing, kom den 18 september 2007. Ett andra album, No Time to Bleed, släpptes den 30 juni 2009. Gruppens tredje album The Black Crown, som blev det sista albumet med Lucker, utgavsden 12 juli 2011.
Mitch Lucker är begravd på Harbor Lawn-Mount Olive Memorial Park i Costa Mesa i Orange County, Kalifornien.

## Diskografi
Med Suicide Silence
- Suicide Silence (EP) (2005)
- The Cleansing (2007)
- No Time to Bleed (2009)
- The Black Crown (2011)
- You Can't Stop Me (2014) (postumt, endast sångtexter)[2]

Med Commissioner
- What Is? (2011)

Som gästartist
- "Predator; Never Prey" – The Acacia Strain (2006)
- "Classic Struggle" – Winds of Plague (2009)
- "We Are the Many" – Caliban (2012)
- "The Sinatra" – My My Misfire
- "Spit Vitriol" – The Devastated (2012)